# Túi

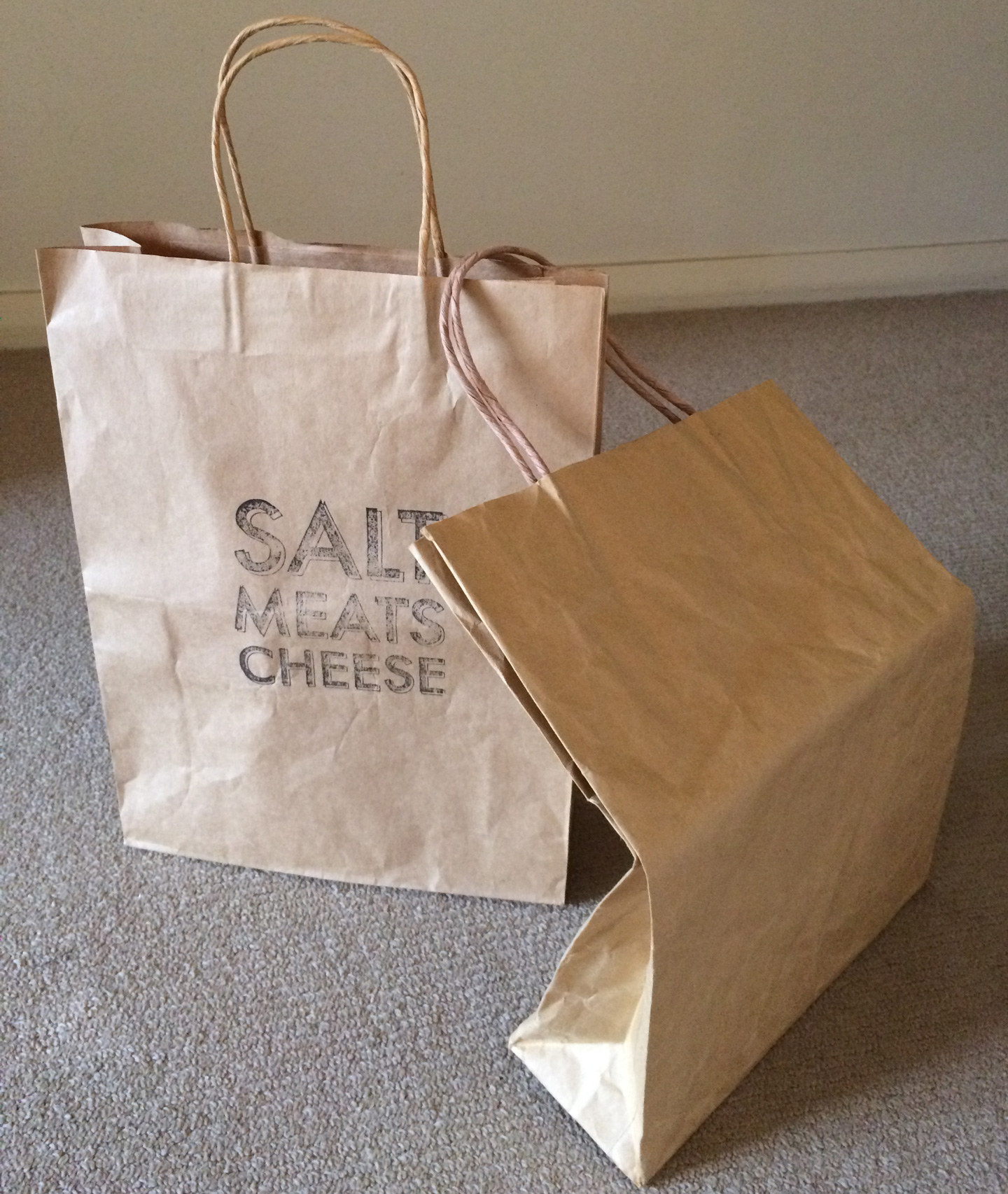
Một kiểu túi giấy mua sắm

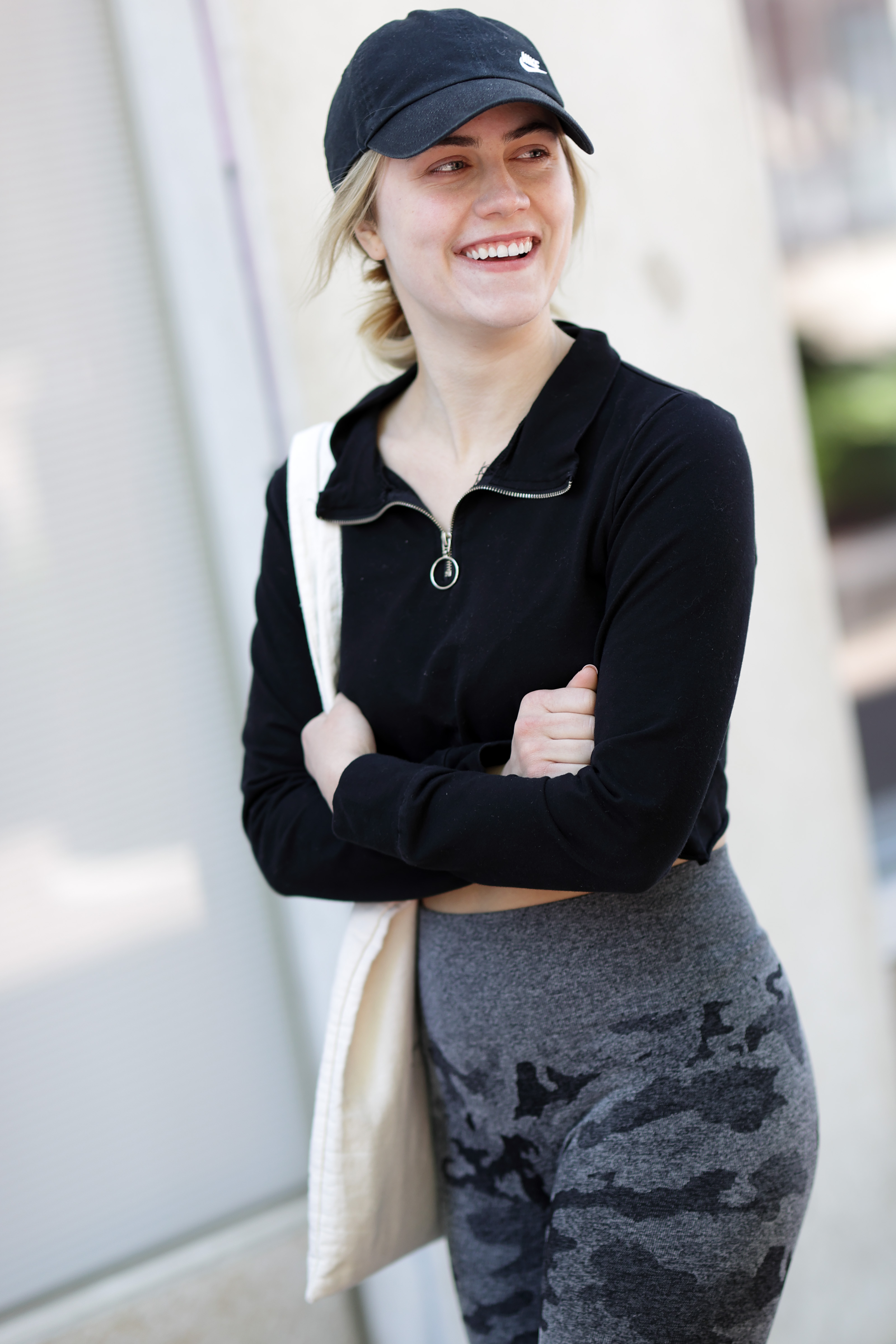
Một phụ nữ đang đeo một chiếc túi thời trang

Túi (Bag) hay còn được gọi là túi đựng (để phân biệt với túi quần) cũng được bao tải (Sack) hoặc là tay nải (kiểu túi ngày xưa) là một dụng cụ đồ dùng phổ biến dưới dạng đồ đựng mềm, thường được làm bằng các chất liệu vải, da, tre, giấy hoặc nhựa. Việc sử dụng túi có từ trước lịch sử được ghi chép lại, với những chiếc túi sớm nhất là những mảnh da thú, bông hoặc sợi thực vật dệt, được gấp lại ở các cạnh và cố định theo hình dạng đó bằng những sợi dây cùng chất liệu. Túi có thể được sử dụng để mang các vật dụng như đồ dùng cá nhân, đồ tạp hóa và các vật dụng khác. Chúng có nhiều hình dạng và kích cỡ khác nhau, thường được trang bị quai xách hoặc dây đeo để dễ dàng mang theo. Túi giấy dùng một lần giá rẻ và kiểu túi mua sắm bằng túi nhựa rất phổ biến, có nhiều kích thước và độ bền khác nhau trong ngành bán lẻ để thuận tiện cho người mua sắm và thường được cửa hàng cung cấp miễn phí hoặc tính một khoản phí nhỏ. Khách hàng cũng có thể mang theo túi mua sắm của riêng mình để sử dụng trong cửa hàng.
Túi đóng vai trò cơ bản trong sự phát triển của nền văn minh nhân loại, vì chúng cho phép mọi người dễ dàng thu thập và mang theo các vật liệu rời rạc, chẳng hạn như các loại quả mọng hoặc hạt ngũ cốc, đồng thời cho phép người ta mang theo nhiều vật dụng hơn. Mặc dù giấy đã được sử dụng để gói và lót ở Trung Quốc cổ đại từ thế kỷ thứ 2 trước Công nguyên việc sử dụng túi giấy đầu tiên ở Trung Quốc (để giữ hương vị của trà) diễn ra vào cuối thời nhà Đường (618–907 sau Công nguyên). Túi đựng đã được chứng thực trong hàng ngàn năm và được cả nam giới và phụ nữ sử dụng. Túi đã phổ biến từ thời Ai Cập cổ đại. Nhiều chữ tượng hình Ai Cập mô tả những người đàn ông có túi buộc quanh eo. Kinh thánh đề cập đến túi, đặc biệt là liên quan đến Judas Iscariot mang theo một chiếc túi, đựng đồ cá nhân của mình. Vào thế kỷ XIV, vì cảnh giác với những kẻ móc túi và trộm cắp, nhiều người đã sử dụng túi rút để đựng tiền. Những chiếc túi này được gắn vào đai lưng bằng một sợi dây dài buộc vào eo, ở Việt Nam thì quấn quanh vai, gọi là tay nải. Túi dillybag của Úc là một chiếc túi thổ dân Úc truyền thống, thường được dệt từ sợi thực vật. Túi Dillybag chủ yếu được thiết kế và sử dụng phụ nữ dùng để thu thập và mang theo đồ ăn, và thường thấy nhất ở các vùng phía bắc của Úc.